# Monuta
Monuta ist ein niederländischer Versicherungskonzern mit Stammsitz in Apeldoorn. Das Unternehmen wurde 1923 gegründet und ist in den Niederlanden Marktführer im Bereich Bestattungsvorsorge mit rund 1,5 Millionen Kunden. Seit 2007 ist Monuta auch in Deutschland vertreten, wo die Versicherung rund 100.000 Kunden betreut. Insgesamt verwaltet das Unternehmen versichertes Kapital von rund 6,5 Milliarden Euro.

## Entstehungs- und Unternehmensgeschichte

### Frühe Neuzeit: Vorformen der Sterbegeldversicherung

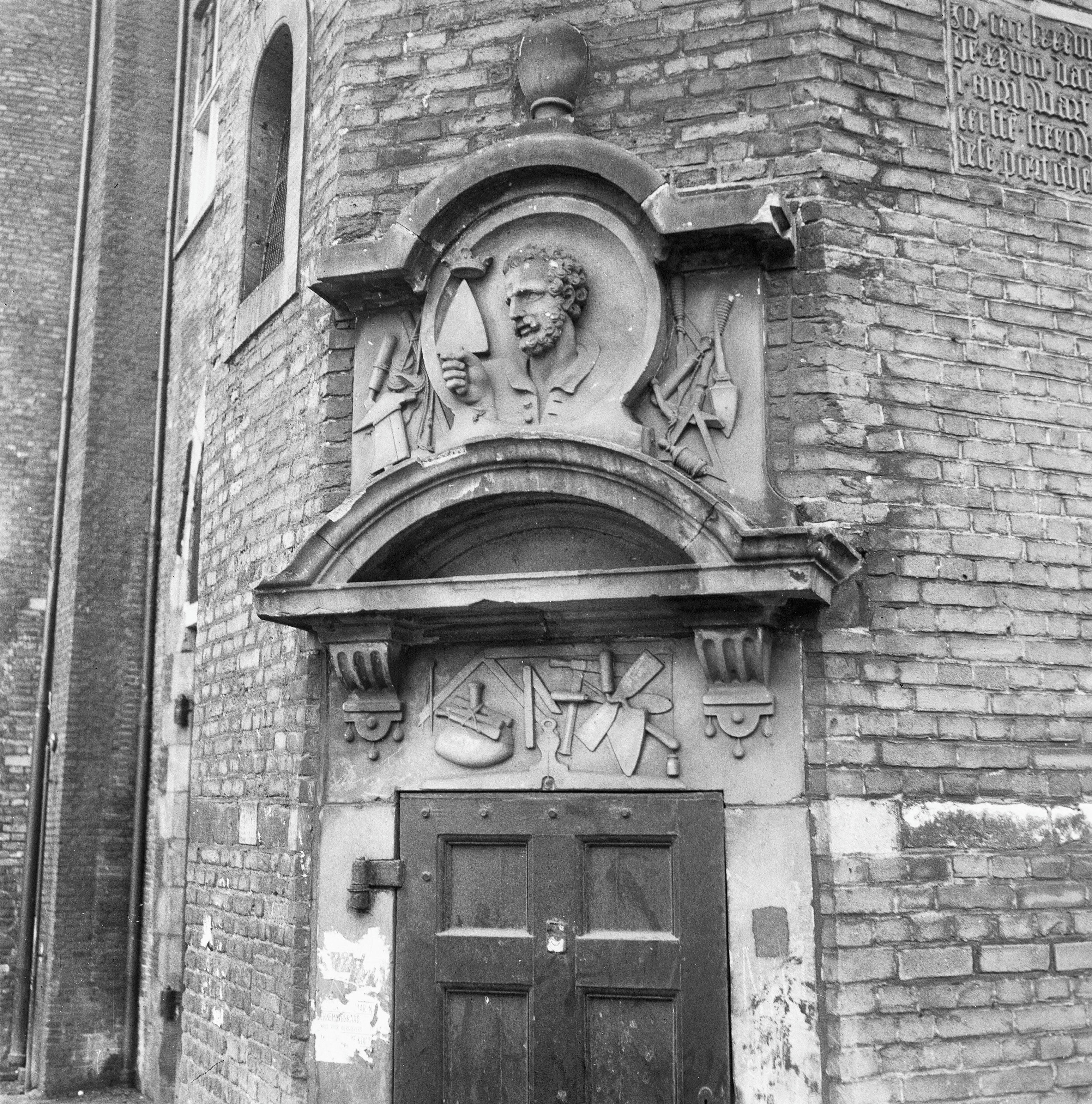
Portal einer ehemaligen Handwerkszunft (Nieuwmarkt 77, Amsterdam)

Die Wurzeln des Unternehmens gehen auf die niederländischen Handwerkszünfte des 17. und 18. Jahrhunderts zurück, die bereits eine frühe Form der Sterbegeldversicherung kannten. Die Zunftordnung sah vor, dass Mitgliedern in Notlagen wirtschaftliche Beihilfe gewährt wurde. Starb ein Zunftmitglied, wurde ein standesgemäßes Begräbnis organisiert und die Hinterbliebenen finanziell unterstützt. Um Beerdigungen finanzieren zu können, wurden spezielle Begräbniskassen angelegt. Als die Zünfte verschwanden, wurde das Geld in zweckgebundenen Beerdigungsfonds angelegt.

### 20. Jahrhundert
Im Zuge der weltweiten Arbeiterbewegung nahm der niederländische Arbeiterverein Patrimonium im Jahr 1923 das solidarische Gedankengut der Zünfte wieder auf. Der Verein gründete die Apeldoornsche Begrafenisvereeniging (d. h. Apeldoornsche Bestattungsvereinigung), um Bürgern unabhängig von ihrer gesellschaftlichen Stellung ein würdiges Begräbnis zu ermöglichen. 1955 wurde der Verein in die gemeinnützige Stiftung Monuta Stichting (d. h. Monuta-Stiftung) überführt. Damals wurde auch der Name des Unternehmens geschaffen, der sich aus dem lateinischen Ausspruch „Mors (est) ianua vitae“ („Der Tod ist das Tor zum Leben“) ableitet. Später wurde Monuta in die heutige Aktiengesellschaft Monuta Verzekeringen N.V. umgewandelt, deren Anteile vollständig von der Monuta Stichting gehalten werden.

### 21. Jahrhundert
Seit 2007 ist Monuta mit einer Zweigniederlassung in Düsseldorf vertreten. 2018 wurde die Sterbegeldversicherung von Monuta durch Focus Money ausgezeichnet. In den Niederlanden führt das Bestattungsunternehmen heute rund 100 Niederlassungen, denen jeweils ein Bestattungsinstitut angegliedert ist. Zum Unternehmen gehören darüber hinaus sieben eigene Krematorien sowie drei eigene Friedhöfe. 2017 führte Monuta über 20.000 Bestattungen durch.

## Produkte

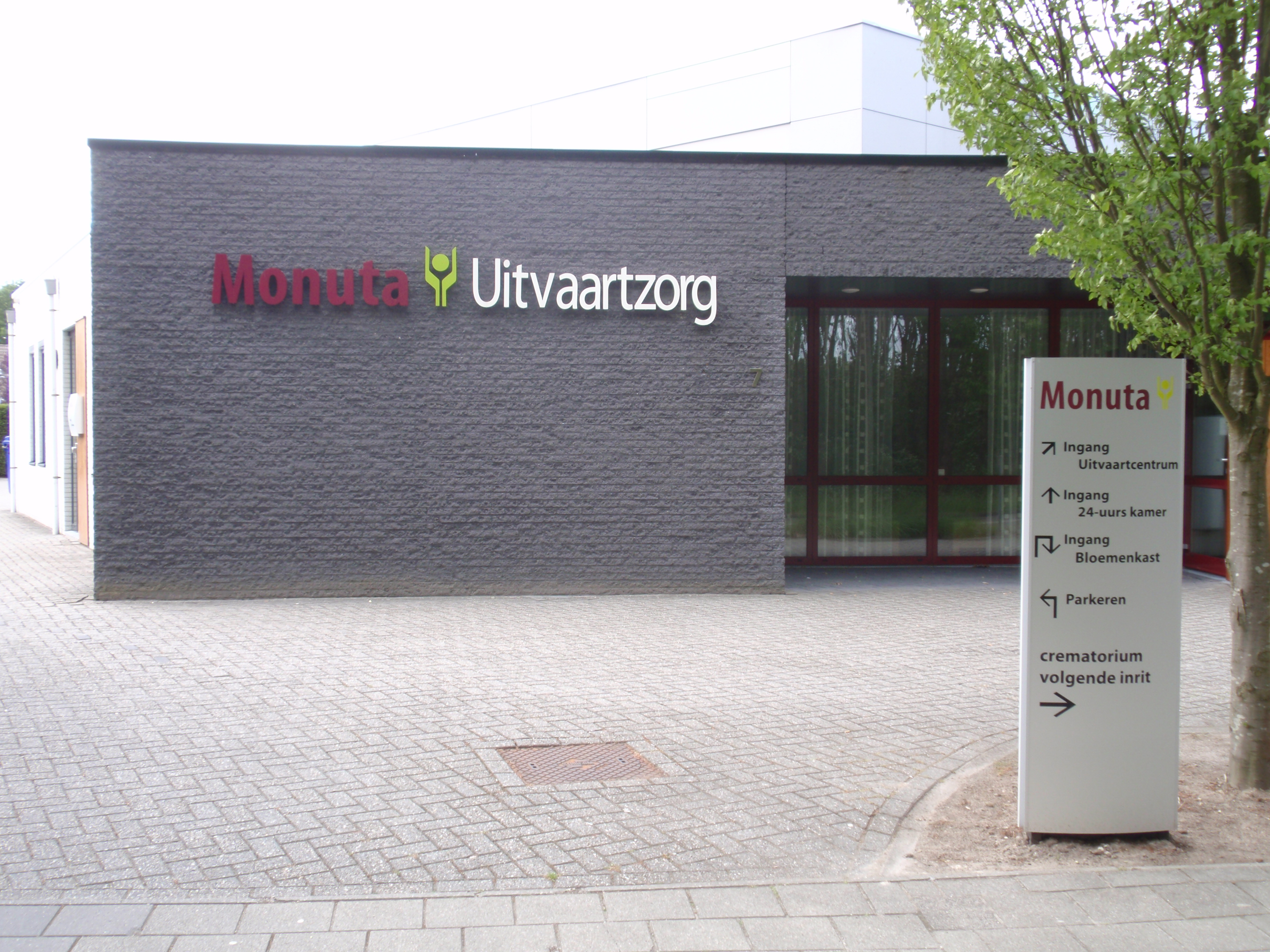
Monuta-Bestattungszentrum in den Niederlanden (Schumanpark 11, Apeldoorn)

Monuta bietet im Rahmen der Trauerfall-Vorsorge eine Sterbegeldversicherung, Bestattungsvorsorge und Rechtsvorsorge an.

### Sterbegeldversicherung
Eine private Sterbegeldversicherung wird im Todesfall an die Hinterbliebenen ausbezahlt, um Bestattung und Trauerfeier zu finanzieren. Bei Monuta kann die Versicherung mit und ohne Gesundheitsprüfung abgeschlossen werden. Sie enthält eine kostenlose Kindermitversicherung und weltweiten Versicherungsschutz inklusive Rückholung aus dem Ausland.

### Bestattungsvorsorge
Im Rahmen der Bestattungsvorsorge bietet Monuta die Organisation von Bestattungen an. Kunden können Bestattungswünsche mithilfe einer Bestattungsverfügung festlegen.

### Rechtsvorsorge
Im Bereich der rechtlichen Vorsorge bietet Monuta juristisch geprüfte Vorsorgedokumente wie Patientenverfügungen oder Vorsorgevollmachten an. Die Dokumente können rechtssicher hinterlegt werden.

## Gesellschaftliches Engagement
Unter der Bezeichnung Monuta Helpt (Monuta hilft) unterstützt das Unternehmen Initiativen im Bereich der Altenpflege, Palliativpflege und der Betreuung von Hinterbliebenen. 2017 wurden über 200.000 Euro für entsprechende Projekte vergeben. Zudem fördert das Unternehmen die Soziallotterie der Aktion Mensch, deren Siegel sie trägt.

## Trivia
- In den Niederlanden ist Monuta auch als Bestattungsunternehmen des  Königshauses bekannt.[10]
- Bei der MH17-Katastrophe im Jahr 2014 organisierte Monuta den Rücktransport der Verstorbenen und die Trauerfeier für die Angehörigen.[11]